# Municipio de North Catawba
El municipio de North Catawba (en inglés: North Catawba Township ) es un municipio ubicado en el  condado de Caldwell en el estado estadounidense de Carolina del Norte. En el año 2010 tenía una población de 6.939 habitantes.

## Geografía
El municipio de North Catawba se encuentra ubicado en las coordenadas 35°49′5.47″N 81°32′24.34″O / 35.8181861, -81.5400944.